# Eric I di Sassonia-Lauenburg

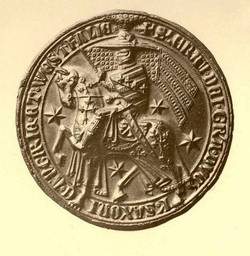

Eric I di Sassonia-Lauenburg (1280 – Nienburg, 1360) è stato Duca di Sassonia-Lauenburg.

## Biografia
Eric I era figlio di Giovanni I di Sassonia-Lauenburg e di sua moglie, la nobildonna svedese Ingeborg Birgersdotter. Suo padre rinunciò al ducato nel 1282 in favore dei suoi tre figli minori, Alberto III, Eric I e Giovanni II. Ad ogni modo il loro zio Alberto II di Sassonia, mantenne la reggenza dello stato per conto loro sino al 1296. Essi da prima governarono uniti il ducato di Sassonia-Lauenburg, poi lo stato venne suddiviso in tre parti mentre l'exclave Hadeln rimase un co-dominio.
Eric dopo la partizione ottenne Bergedorf e Lauenburg ed ereditò le terre di suo fratello Alberto III, morto senza figli, nel 1308, tra le quali spiccava Ratzeburg. Nel 1321 Eric passò Bergedorf a suo fratello Giovanni II, e i due stati vennero rinominato in -Bergedorf-Mölln e Saxe-Ratzeburg-Lauenburg. Nel 1338 Eric I rinunciò al trono in favore di suo figlio Eric II. Nel corso di una diatriba tra Enrico II ed il vicino duca Guglielmo di Brunswick-Lunenburg, le truppe di quest'ultimo espulsero Eric I dal suo castello di Riepenburg presso Kirchwerder ed egli morì in esilio presso sua nipote Jutta Jutta nella contea di Hoya presso Nienburg um Weser.

## Matrimonio e figli
Nel 1316 o 1318 Eric sposò Elisabetta di Pomerania (1291–dopo il 16 ottobre 1349), figlia del duca Boghislao IV di Pomerania. La coppia ebbe i seguenti eredi:
- Eric II (1318/1320-1368);
- Giovanni I (?–1372), principe-vescovo di Cammin 1344–1372;
- Elena (?–dopo il 1354), sposò il conte Giovanni II di Hoya-Bruchhausen (?–1377);
- Jutta (?–dopo il 1354), sposò il conte Gerardo III di Hoya-Nienburg (?–1383).